# Jehan Campana
Pour les articles homonymes, voir Campana (homonymie).
Jehan Campana (XVe siècle) est un prêtre et organiste français. Il fut organiste de la Cathédrale Notre-Dame de Paris.